# Gad (Oulx)
Gad è una frazione del comune di Oulx, posta nei pressi dell'uscita dell'Autostrada A32 ed è inoltre raggiungibile dalla Strada statale 24 del Monginevro. 
È la frazione più a valle del comune, ai confini con Salbertrand, a 1068 metri di altitudine. La frazione ospita ancora numerose attività artigianali ed agricole.
 La piccola chiesa della frazione è dedicata a San Claudio.

Nella frazione passa il percorso della Via Francigena, proveniente da Oulx capoluogo e diretta a Salbertrand.